# Villa Thode

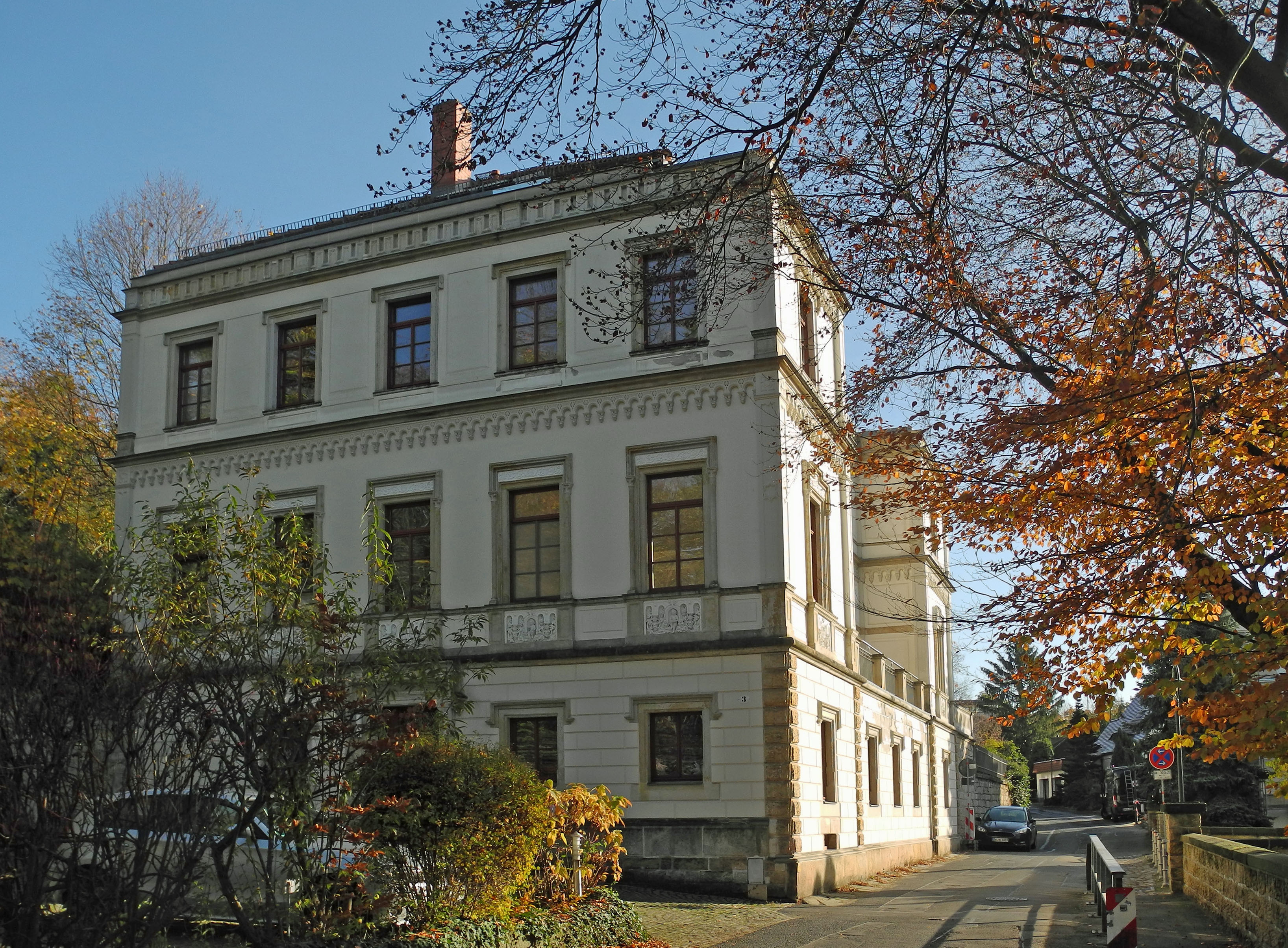
Villa Thode in Dresden-Loschwitz, Leonhardistraße 3

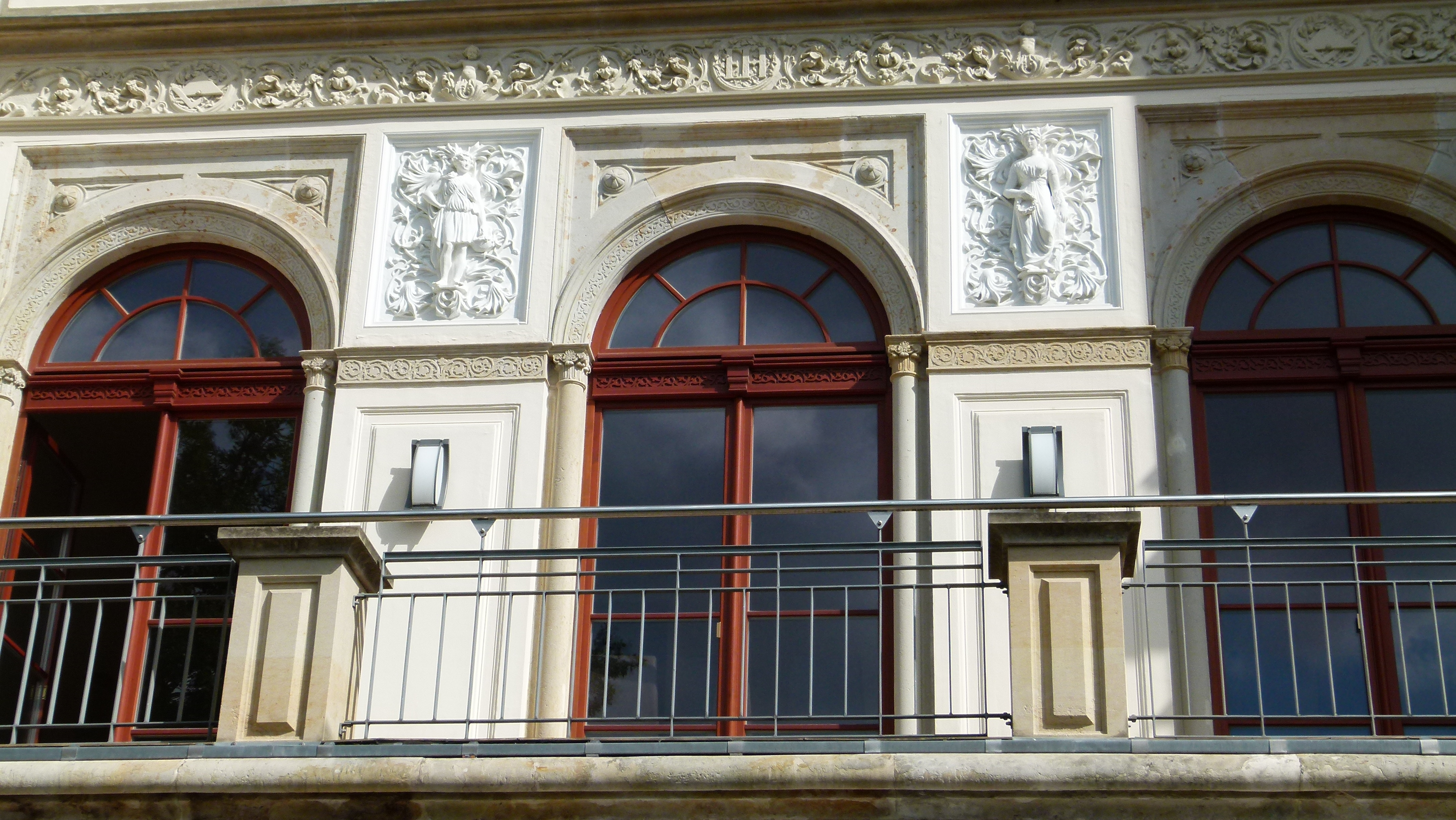
Relieftafeln zu den Vier Jahreszeiten an der Villa Thode

Die Villa Thode ist eine Villa in Dresden, Leonhardistraße 3 im Stadtteil Loschwitz, die unter Denkmalschutz (ID-Nr. 09211175) steht.

## Geschichte
Ursprünglich war das Grundstück ein Weinberg, der sich im Besitz von Detlev Graf von Einsiedel (1773–1861) befand. Um 1819 war das Weinberghaus im Besitz der Familie von Gerhard von Kügelgen (1772–1820) und seiner Frau Helene Marie von Kügelgen, geb. Zoege von Mantteufel (1774–1842). Nach dem Mord an Gerhard von Kügelgen verkaufte die Witwe das Grundstück 1822 an den königlich-sächsischen Hofpostmeister Christian Friedrich Simon. Eduard Hofmann, der Besitzer der Schwanen-Apotheke in Dresden-Neustadt, ließ 1852 eine Villa mit Elementen der Neorenaissance errichten, deren neuer Besitzer ab 1860 Friedrich Edmund Thode (1820–1879), Inhaber der „Thode’schen Papierfabrik zu Hainsberg“ war. Nach dessen Tod wurde seine Frau Anna Louise (1825–1906) Erbin der Villa Thode. 
Der obere Teil des Grundstücks ging 1911 an den Fabrikbesitzer Georg Meißner (1854–1920), der dort 1912 die Villa Meißner, Zeppelinstr. 7 (heute Villa Ardenne) errichten ließ. Der untere Teil mit der Villa Thode wurde 1919 an dessen Nachfolger, den Fabrikbesitzer Albert Naumann, verkauft. Nach weiteren Besitzerwechseln wurden nach 1945 acht Wohnungen eingebaut.
Die Sanierung durch den neuen Besitzer erfolgte von 1996 bis 2001 in enger Abstimmung mit dem Denkmalschutzamt.

## Bau
Die denkmalgeschützte große Villa mit Stützmauern und Treppenanlage ist ein repräsentativer, dreigeschossiger Bau auf einem Sockel mit kräftiger Putzquaderung. Sie besitzt eine bemerkenswerte Fassade im Stil der Tudorgotik und wird baugeschichtlich, künstlerisch und städtebaulich als bedeutend eingeschätzt. Die Villa ist mit zahlreichen Schmuckelementen versehen, z. B. mit den Vier Jahreszeiten und Szenen aus dem Weinbau. Als Vorlage dienten alte Teile, die bei den Bauarbeiten gefunden wurden. 